# Parafia Najświętszej Marii Panny Królowej Polski w Gdyni
Parafia Najświętszej Maryi Panny Królowej Polski w Gdyni – parafia rzymskokatolicka usytuowana w dzielnicy Śródmieście w Gdyni. Wchodzi w skład dekanatu Gdynia Śródmieście, który należy do archidiecezji gdańskiej.

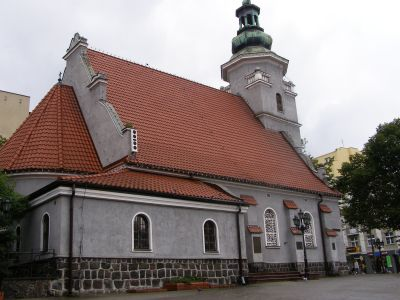
Bazylika Kolegiacka tj. kościół filialny NMP Królowej Polski